# ابوحمزه ثمالی

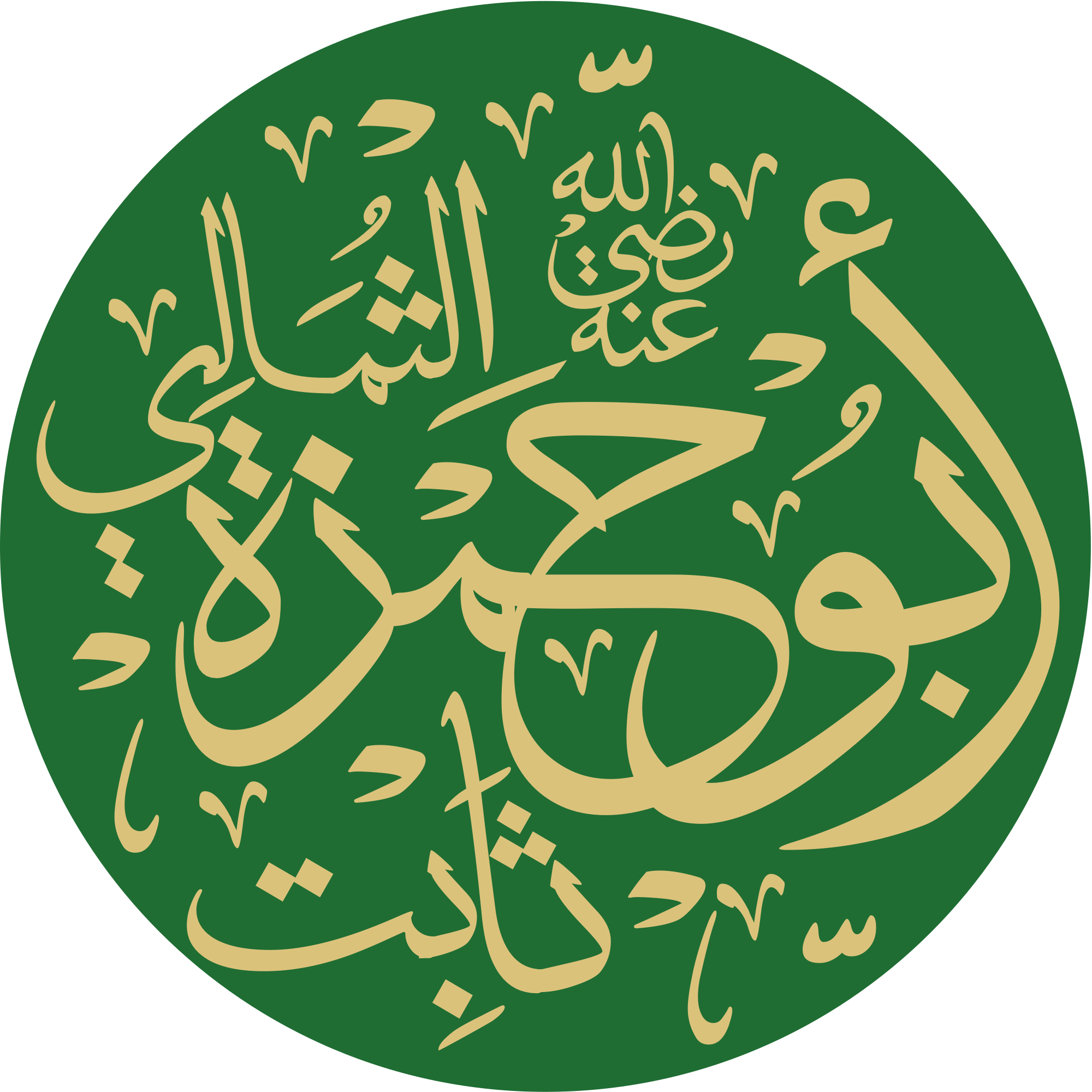
ابوحمزه ثمالی

ثابت بن دینار ثُمالی، مشهور به ابوحمزه ثمالی، راوی، محدّث و مفسر امامی قرن دوم و از اصحاب زین العابدین (امام چهارم شیعیان)، محمد بن علی (امام پنجم شیعیان) و جعفر صادق (امام ششم شیعیان) بود. ابوحمزه دعایی از زین العابدین (امام چهارم شیعیان) نقل کرده‌است که در سحرهای ماه رمضان خوانده می‌شود و به دعای ابوحمزه ثمالی مشهور است. بسیاری از احادیثی که به معجزات و کرامات مربوط می‌شود از ابوحمزه ثمالی نقل شده‌است.
ابوحمزه، ثابت بن دینار ثمالی ازدی از فقها، زهاد و مشایخ شیعه در کوفه بوده‌است
تاریخ ولادت او احتمالاً پیش از سال ۸۲ و سال وفاتش بین ۱۴۹ تا ۱۵۰ هجری قمری است.
آثاری در تفسیر و حدیث به او نسبت داده شده‌است و گروهی از بزرگان اهل سنت از او حدیث نقل کرده‌اند.
همه علمای شیعه او را توثیق کرده‌اند. هر چند بسیاری از علمای مکتب خلفا (اهل سنت) او را رافضی و غالی می‌دانند اما بعضی از آن‌ها مانند ابن کثیر، ترمذی، ابن ماجه و خطیب بغدادی روایات او را نقل کرده‌اند. ثعلبی، طبری، ابن کثیر، قرطبی، سیوطی، ابوحیان، حاکم نیشابوری، ابوالفرج اصفهانی و ابن اسحاق هم در تفسیر به روایات او اعتماد کرده‌اند.

حاکم نیشابوری که محدث و مفسر اهل سنت است در المستدرک سند آن را طبق نظر بخاری و مسلم صحیح دانسته‌است.

## شخصیت‌شناسی
سال تولدِ ثابت بن دینار معروف به ابوحمزه ثمالی دقیقاً معلوم نیست؛ اما با توجه به اینکه از زاذان کِنْدی (متوفی ۸۲ق) روایت نقل کرده‌است، باید پیش از سال ۸۲ق به دنیا آمده باشد.
ابوحمزه اهل کوفه بود. آل مُهَلَّب او را از موالی خود می‌دانستند اما نجاشی این ادعا را رد کرده‌است. او را از قبیله طی و تیره بنوثُعَل دانسته و دلیل شهرت ابوحمزه را به ثمالی سکونت وی در محله اقامت قبیله ثُماله از تیره اَزْد ذکر کرده‌است. ابوحمزه در کوفه با زید بن علی مراوده داشته و شاهد دعوت و شهادت او در کوفه بود. سه فرزند ابوحمزه یعنی حمزه، نوح و منصور، نیز در قیام زید بن علی کشته شدند.
سال وفات ابوحمزه ۱۵۰ ذکر شده‌است. اما به دلیل روایت حسن بن محبوب (۱۴۹–۲۲۴) از او، تاریخ وفاتش باید بعد از ۱۵۰ باشد. در باب تاریخ وفات ابوحمزه اقوال دیگری هم وجود دارد که منشأ آنها تصحیفاتی است که در کتاب‌های حدیثی و رجالی رخ داده‌است.

## از دیدگاه علمای رجال
یعقوبی ابوحمزه را از فقهای کوفه شمرده‌است و کشی و نجاشی در باب منزلت والای وی روایاتی نقل کرده‌اند. دو روایت در ذم ابوحمزه نیز در رجال کشی آمده‌است که از دیدگاه خوئی اشکالات سندی دارند. ابوحمزه شیوخ و راویان بسیاری دارد. مزّی و خوئی فهرستی شامل کسانی که ثمالی از آنها روایت کرده و کسانی که از ثمالی حدیث نقل کرده‌اند، آورده‌است. اگر چه غالباً اهل سنّت وی را قدح و تضعیف کرده‌اند، حاکم نیشابوری در المستدرک از ابوحمزه حدیث نقل کرده و حکم به صحت آنها داده و در خطبه کتاب به وثاقت جمیعِ راویانی که در طرق حدیثی او وارد شده‌اند، تصریح کرده‌است. فضل بن شاذان از علی بن موسی الرضا (امام هشتم شیعیان) روایت کرده‌است که ابوحمزه در زمان خود مانند سلمان در زمانش و در روایتی دیگر مانند لقمان در زمانش بوده‌است.

## تفسیر منسوب
کتاب تفسیر قرآن او ظاهراً حداقل تا قرن ششم هجری باقی بوده‌است اما بعد از آن دیگر هیچ نشانی از آن نیست. 

افراد مختلفی از این کتاب نام برده و برخی نیز احادیث آن را روایت کرده‌اند که عبارتند از: 

- مرحوم نجاشی (قرن پنجم)

- ابواسحاق، احمد بن محمد ثعلبی (قرن پنجم)

- ابن ندیم در الفهرست (قرن پنجم)

- فرات کوفی (قرن پنجم)

- ثعلبی (قرن پنجم)

- ابوجعفر، محمد بن علی بن شهر آشوب (قرن ششم 

- شهرستانی در مفاتیح الاسرار و مصابیح الابرار (قرن ششم)

تفسیر او از منابع مفسرهایی مانند طبری، طبرسی و عیاشی بوده‌است. کتابی که اکنون به نام او چاپ شده‌است، توسط محمدحسین حرزالدین از لابه‌لای سایر کتاب‌ها استخراج شده و توسط انتشارات دارالمفید بیروت چاپ شده‌است.

## آثار
تفسیر
طریق و متن متداول تفسیرِ ابوحمزه در میان امامیه، به روایت ابوبکر محمد بن عمر جِعابی از ابو سهل عمرو بن حمدان در محرّم ۳۰۷، از سلیمان بن اسحاق مُهَلَّبی است و سلیمان بن اسحاق در ۲۶۷ در بصره، تفسیر ابوحمزه را از طریق عموی خود، ابو عمرو عبد ربه مهلَّبی، از ابوحمزه روایت کرده‌است. عبداللّه بن حمزه منصور باللّه (متوفی۶۱۴)[۲۵] ضمن اشاره به این طریق روایت تفسیر ابوحمزه، به تفاوت متن این روایت با تحریری از تفسیر که میان اهل سنّت رواج داشته، اشاره کرده و چند نقل از تحریری را که به روایت جعابی است، آورده‌است. ظاهراً احمد بن محمد ثعلبی (متوفی ۴۲۷) که در تألیف تفسیر خود، الکشف و البیان، از تفسیر ابوحمزه استفاده کرده، از همین تحریر بهره برده‌است. متن تفسیر ابوحمزه تا قرن ششم باقی بوده‌است. طبرسی در مجمع البیان و ابن شهرآشوب (متوفی ۵۸۸) در مناقب آل ابی طالب از این تفسیر، روایاتی نقل کرده‌اند. عبدالرزاق محمدحسین حرزالدین، روایات منقول از ابوحمزه را که صبغة تفسیری داشته یا در منابع به نقل آنها از تفسیر ابوحمزه اشاره شده در کتابی با عنوان «تفسیر القرآن الکریم لابی حمزة بن ثابت بن دینار الثمالی» گردآوری کرده‌است.
خصوصیات تفسیر ابوحمزه
در تفسیر ابوحمزه، بر خلاف تفاسیر مأثور دیگر، احادیث مرسل کم‌تری دیده می‌شود. ابوحمزه به اسباب نزول توجه داشته و ضمن توجه به فضائل آل پیامبر اسلام، از شیوه تفسیر قرآن به قرآن استفاده کرده و به اجتهاد، قرائت، لغت، نحو و نقل آرای مختلف در معنای آیات اهتمام ویژه داشته‌است.
مسند ابوحمزه
عبدالرزاق محمدحسین حرزالدین، مجموعه روایات فقهی منقول از ابوحمزه را گرد آورده و بر اساس ابواب فقهی در کتاب مسند ابی حمزه ثابت بن دینار ثمالی به چاپ رسانده‌است. در منابع، در بین آثار ابوحمزه، به تألیف مسند اشاره‌ای نشده و تنها شیخ طوسی از تألیف اثری به نام کتاب یاد کرده که ظاهراً مقصود وی از این عنوان، اصل (یکی از اصول اربعمائه) است.
طُرُق روایات کتاب مسند ابو حمزه
شیخ طوسی دو طریق در روایت کتاب (اصل) ابوحمزه یاد کرده‌است: نخست به روایت جماعتی از عالمان امامیه از شیخ صدوق به روایت پدر صدوق و محمد بن حسن بن ولید (متوفی ۳۴۳) و موسی بن متوکل از سعدبن عبداللّه اشعری (متوفی ۲۹۹ یا ۳۰۱) و عبداللّه بن جعفر حِمْیری از احمد بن محمد بن عیسی از حسن بن محبوب از ابوحمزه و دوم از طریق احمد بن عَبْدون (متوفی ۴۲۳)، از ابوطالب عبیداللّه بن احمد انباری (متوفی ۳۵۶)، از حمید بن زیاد که وی نیز این کتاب را به روایت یونس بن علی عطار از ابوحمزه نقل کرده‌است.
دیگر تألیفات
نجاشی از دیگر آثار ثمالی، به کتاب النوادر به روایت حسن بن محبوب از ابوحمزه اشاره کرده و طریق خود را در نقل این کتاب آورده‌است. شیخ طوسی نیز در کنار کتابی به نام کتاب الزهد از کتاب النوادر سخن گفته و طریق خود را در روایتِ این دو کتاب به روایت حمیدبن زیاد (متوفی ۳۱۰) از ابوجعفر محمد بن عیاش بن عیسی از ابوحمزه آورده‌است.
اثرِ دیگر ابوحمزه، رسالة الحقوق عن علی بن الحسین است. متن این رساله با تغییرات اندکی در دو تحریر، یکی به روایت ابن بابویه و دیگری به روایت ابن شُعْبَة حَرّانی (قرن چهارم)، در کتاب تحف العقول باقی مانده‌است.

## دعای ابوحمزه ثمالی
ابوحمزه از برخی امامان شیعیان دعاهای متعددی آموخته‌است. شیخ طوسی در مصباح المتهجّد، به نقل از ابوحمزه، دعایی از زین العابدین آورده که در سحرهای ماه رمضان خوانده می‌شود و به دعای ابوحمزه ثمالی مشهور است و شرح‌هایی نیز بر آن نوشته شده‌است. این دعای نسبتاً طولانی مضامین اخلاقی و عرفانی والایی دارد و خواندن آن در بین شیعیان متداول است.